# سیارک ۱۷۸۳۵
سیارک ۱۷۸۳۵ (به انگلیسی: 17835 Anoelsuri، نامگذاری:1998HS46) هفده هزار و هشتصد و سی و پنجمین سیارک کشف شده‌است که در ۲۰ آوریل ۱۹۹۸ کشف شد.
قدر مطلق سیارک برابر ۱۷.۸ است.